# Горче
Горче (словен. Gorče) — поселення в общині Дравоград, Регіон Корошка, Словенія. Висота над рівнем моря: 423,5 м.